# 베레타 M9

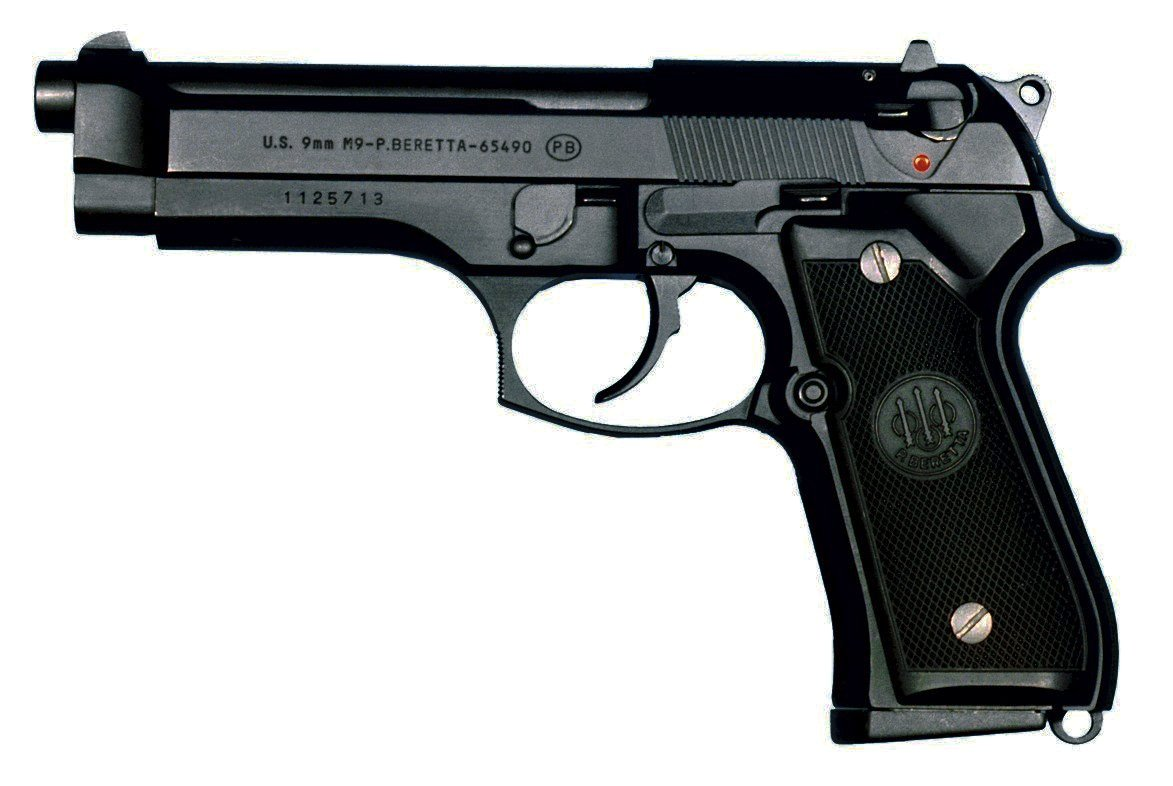

베레타 M9(Beretta M9)는 베레타 92의 미군 채택 버전이다. 미군이 사용하는 베레타 92FS 반자동 권총의 명칭이다. M9은 1985년 미군이 군용 권총으로 채택했다.
92FS는 1980년대 미군의 주요 보조 무기로 M1911A1을 대체하기 위한 경쟁에서 승리하여 다른 많은 경쟁자들을 제치고 비용 문제로 SIG Sauer P226을 간신히 패배시켰다. 1990년에 공식적으로 사용되기 시작했다. 일부 다른 권총, 즉 SIG P228 권총이 덜 채택되었으며 다른 모델은 여전히 제한적으로 사용된다.
M9는 미국 육군 프로그램인 FHS(미래 권총 시스템)에 따라 교체될 예정이었고, FHS는 SOF 전투 권총 프로그램과 통합되어 JCP(합동 전투 권총)를 만들었다. JCP는 Combat Pistol(CP)로 이름이 바뀌었고 구매해야 하는 권총의 수가 대폭 줄었다. 미 육군, 해군, 공군, 해병대는 M9를 SIG Sauer M17 및 M18로 교체하고 있다.